# 水鳥鐵夫
水鳥鐵夫（日语：水鳥鐵夫，1938年12月25日—2010年7月14日），日本男性配音員、演出家。出身於東京都。身高159cm。AB型血。
本名：水鳥鐵夫，舊藝名：水鳥鉄夫。的創團人之一。

## 生平
日本大學中退。以前經歷劇團七曜會、劇團風、劇團河、Production baobab，最終所屬ARTSVISION。
1990年，與勝田聲優學院出身的院生成立。而身為水鳥的學生高木涉從勝田聲優學院第5期畢業、並在劇團俱樂部成立之後，透過在演技指導和指導方面的合作。由於對該劇團提供了全面的支持，因此他從2000年代開始也參加演出的工作。
2010年7月14日清晨4時01分去世，享壽71歳。逝後雖然未公佈死因，但經紀公司ARTSVISION表示晚年他因病需要療養。還有，ARTSVISION和劇團俱樂部為水鳥發表追思文，以及漫畫《金肉人》原作者蚵仔煎（雙人漫畫家組合）的負責編輯嶋田隆司在水鳥生前經常彼此交換賀年卡祝賀，因此在他自己的部落格發表追思文「和我一起培育讓布羅肯成為放射出光輝的角色」的人。

## 人物
音域：男中音。
配音生涯以來，主要為青年、老人及反派獻聲。而且，他的名字在工作人員字幕或雜誌經常被誤植成「水島（みずしま）」、「鉄矢（てつや）」。
興趣：手工藝（食品、家具小物類）。

## 繼任
在水鳥逝世後，配音員接任作品如下：
- 石井康嗣－《忍者亂太郎》：木下老師〈木下鐵丸〉
- 高戶靖廣－《七龍珠Z》：素茲[注 2]
- 茶風林－《小松君 (1988年版)》：松野六胞胎的父親[注 3]
- 龍田直樹－《金肉人》：與作先生[注 4]

## 演出

### 電視動畫
1967年
1968年
- 佐助（武將、忍者 等）

1969年
- 忍風卡姆伊外傳（日语：カムイ外伝#テレビアニメ）（忍者、 等）

1970年
- 排球甜心

1971年
- 新小鬼Q太郎

1972年
- 海王子（海豚A、格魯）
- 根性青蛙（莫格拉）

1973年
- 小酋長小黑（帕歐帕歐）
- 哆啦A夢 (日本電視台版)

1974年
- 阿爾卑斯山的少女（塔守）
- 雜牌拯救隊（狼）
- 金剛大魔神（超人將軍）
- Dororo炎魔君（まどろ眠）
- 山林小獵人 (1974年版)

1975年
- 時間飛船（伊格爾）
- 法蘭德斯之犬（傑斯特斯）
- 蜜蜂瑪雅歷險記（日语：みつばちマーヤの冒険）

1976年
- 尋母三千里
- 無敵飛天俠（警官A）
- 保羅歷險記（士兵A）
- 飛鷹一號（岩田鐵次）
- 漫畫花之係長（日语：花の係長）[10]
- 機器人之子比頓（日语：ろぼっ子ビートン）
- 大飯桶（日语：ドカベン）（木下次郎的父親、旅館番頭 等）

1977年
- 棒球少年貫太（日语：一発貫太くん）（老爺爺）
- 恐龍大戰爭（鳥居博士[11]）
- 女王陛下的小天使小偵探（日语：女王陛下のプティアンジェ）（阿爾弗雷德[12]、中國人）
- 超電磁波羅五號（彗星國代表、醫師、科學技師）
- 若草的夏洛特（日语：若草のシャルロット）（馭者、湯姆遜）

1978年
- 咪咪流浪記
- 鬥將大武士（新澤蘭首相）
- 窈窕淑女（狸小路伯爵）
- 未來少年柯南（庫茲鄔[13]、路卡、歐伊頓、巴拉克達號船員）
- 魯邦三世 (TV第2系列)（日语：ルパン三世 (TV第2シリーズ)）（王子、只乘利兵）

1979年
- 圓桌騎士物語 燃燒吧亞瑟（宿屋主人）
- 機動戰士鋼彈（加迪姆大尉）
- The☆超人力霸王（船長、力霸王人 等）
- 西頓動物記 松鼠的畫像（狸）
- 哆啦A夢 (大山羨代版)（男、竊賊、署長）
- 未來機械人達爾達尼亞斯（船長）
- 魯邦三世 (TV第2系列)（惡靈、馬飛亞）

1980年
- 明日之丈2（東野）
- 怪物小王子 (1980年版)（金剛王 等）
- 天才小釣手（老爹）
- 傳說巨神伊甸王（弗連達立·利米塔）
- 小神童（翁德利、白鳥王、等）
- 無敵機器人 托萊達G7（警察官）
- 森林裡的快樂小精靈們 貝爾菲與利比特（日语：森の陽気な小人たちベルフィーとリルビット）（洛克）
- 魯邦三世 (TV第2系列)（加波里尼）

1981年
- 愛的教育克歐雷物語（日语：愛の学校クオレ物語）（校長[14]）
- 福星小子（醫生）
- （PTA會長）
- 六神合體（貝塔）
- 汪汪三劍客（影）

1982年
- 猿飛小忍者（日语：さすがの猿飛）（署長）
- 逆轉一發人（日语：逆転イッパツマン）（佐藤出張員、將軍）
- 心跳今夜（巨大惡黨）
- 怪博士與機器娃娃（栗頭老師、狗、博士惱）
- 魔法公主 Minky Momo（日语：魔法のプリンセス ミンキーモモ）（父親、奧特里、布魯特、社長）
- 南方彩虹的露西（傑姆林）

1983年
- 金肉人（布羅肯Jr.（日语：ブロッケンJr.）、與作先生、法蘭基、布羅肯人、杜克·卡馬塔、 等）
- 足球小將翼 (昭和版)（岬太郎的父親〈岬一郎〉）
- 湯匙婆婆（日语：スプーンおばさん (アニメ)）
- 小超人帕門 (1983年版)（烏鴉、惡黨頭目、土人A、二人組兄、教授、八百屋主人、親分、神主、男A）
- 無敵三四郎（男）
- 未來警察浦島人（張里）

1984年
- 星空鐵衛（古普塔、所長、隊長）
- （的父親）
- 北斗神拳（蓋拉）

1985年
- 蒼藍流星SPT雷茲納（契夫倫柯）
- 忍者戰士飛影（加斯）
- 嘿！奔奔（神父）

1986年
- （老人）
- 機動戰士鋼彈ZZ（責任者、NEO吉翁士兵）
- Bug甜心（日语：Bugってハニー）（長濱先生）
- 相聚一刻（タケシ）

1987年
- 動畫三劍客（日语：アニメ三銃士）（民宿主人）
- 超能力魔美（木美子老師、所長）
- 城市獵人（1987～1989，桑奇斯、社長、奧曼）3系列
- 之後頓珍漢（日语：ついでにとんちんかん）（鐘錶店店主）
- 高校！奇面組（日语：ハイスクール!奇面組）（岡本鱈宇）
- 聖魔大戰（寶玉神）
- 妙手小廚師（垂目林太郎、凱佩爾飯島）

1988年
- 美味大挑戰（老闆、男A、印刷工廠社長、客人）
- 小松君 (1988年版)（松野六胞胎的父親[15]、貝西[15] 等）
- 比利犬（日语：ビリ犬）（獸醫）
- 貓咪也瘋狂（加世子的祖父）
- 魔神英雄傳（塔奇·道恩）

1989年
- 偶像英里子傳說（平田堅三）
- 寶馬神童（日语：青いブリンク）（布朗、店員、塔沙羅）
- 森林大帝 (1989年版)（船長）
- 超時空遊俠（趙高）

1990年
- 機動警察（牧）
- 如風如雲
- 大耳鼠（社長）
- 平成天才老爹（日语：平成天才バカボン）（假兒子的父親、屋台老爹、石頭老爹、現場監督、源大叔、八百屋、同志）
- 夠了！阿太郎 (1990年版)（日语：もーれつア太郎）（叔叔）

1991年
- 七龍珠Z（素茲）
- 21衛門（監督、市長）
- 丸出日太夫（校長）
- 至尊勇者（凱波納斯）

1992年
- 烏龍少爺（日语：おぼっちゃまくん）（召使）
- 妙廚老爹（深井治〈第2代〉）

1993年
- 蠟筆小新（小兒科醫生）
- 哆啦A夢 (大山羨代版)（魔神機器人）
- 忍者亂太郎（木下老師〈木下鐵丸／初代〉）

1996年
- 蠟筆小新（頭頭）
- 忍者亂太郎（摺紙仙人）
- 名偵探柯南（強盗B）

1998年
- 神化嬌嬌女 (新版)（神明B、社長、作業員C）
- 危險調查員（孟洛分署長）

2003年
- R.O.D -THE TV-（老人）
- STRATOS 4（日语：ストラトス・フォー）（艇長）
- 麵包超人（藍色骷髏人）
- 名偵探柯南（津曲水貴）

2004年
- 攻殼機動隊 S.A.C. 2nd GIG（田所努）

2005年
- 怪醫黑傑克（太一的父親）

2006年
- 名偵探柯南（桐下、壽司屋店主）

2009年
- 秀逗魔導士EVOLUTION-R（獵師）

### 電影動畫
1981年
- 怪物小王子：怪物樂園的招待（金剛王）
- 劇場版 機動戰士鋼彈（加迪姆大尉、阿姆洛實家聯邦兵、難民收容帳篷區老人）

1983年
- 劇場版 戰鬥裝甲Xabungle（基洛·布魯）

1984年
- 風之谷（コマンド）
- 金肉人：被奪走的冠軍腰帶（日语：キン肉マン 奪われたチャンピオンベルト）（布羅肯Jr.（日语：ブロッケンJr.）、與作先生）
- 金肉人：大暴動！正義超人（日语：キン肉マン 大暴れ!正義超人）（布羅肯Jr.、與作先生）
- 忍者哈特利+小超人帕門：超能力大戰（日语：忍者ハットリくん+パーマン 超能力ウォーズ）（男）

1985年
- 金肉人：正義超人vs古代超人（日语：キン肉マン 正義超人vs古代超人）（布羅肯Jr.、與作先生）
- 金肉人：逆襲！宇宙隱形超人（日语：キン肉マン 逆襲!宇宙かくれ超人）（布羅肯Jr.、與作先生）
- 金肉人：愉快的身影！正義超人（日语：キン肉マン 晴れ姿!正義超人）（布羅肯Jr.、與作先生）
- 怪博士與機器娃娃：吼唷唷！夢的大都會（日语：Dr.スランプ アラレちゃん ほよよ!夢の都メカポリス）（本）

1986年
- 金肉人：紐約千鈞一髮！（日语：キン肉マン ニューヨーク危機一髪!）（布羅肯Jr.、與作先生）
- 金肉人：正義超人vs戰士超人（日语：キン肉マン 正義超人vs戦士超人）（布羅肯Jr.、與作先生）
- 超級瑪利歐兄弟：碧奇公主救出大作戰！（日语：スーパーマリオブラザーズ ピーチ姫救出大作戦!）（諾庫龜（日语：ノコノコ））

1989年
- （松野六胞胎的父親、貝西）

### OVA
1983年
- 宇宙战争DALLOS（警察）

1986年
- 亞邦史克威爾 琥珀的追擊（日语：アーバンスクウェア 琥珀の追撃）（管理事務所的叔叔）

1987年
- 微笑標的（村人）

1989年
- 銀河英雄傳說（布倫斯中將）

1990年
- 小松君 大板牙一人在風中（松野六胞胎的父親、貝西）

1991年
- 奇兵大冒險 風之塔（弗倫）
- 魔宮戰場 Vol.1 God Blood（日语：魔宮戦場）（魯迪·波許伊茲刑事）

1999年
- 紺碧艦隊（熊谷直）

### 遊戲
※2011年以後發行的所有作品都使用水鳥生前的錄音。
1992年
- 未來少年柯南（卡爾）[注 5]

1995年
- STREET FIGHTER REAL BATTLE ON FILM（日语：ストリートファイター リアルバトル オン フィルム）（沙卡特（日语：サガット）、拜森／貝卡將軍（日语：ベガ (ストリートファイター)）、豪鬼）

1997年
- Cat the Ripper 第13位偵探（日语：Cat the Ripper 13人目の探偵士）
- 私立正義學園 LEGION OF HEROES（島津英雄[16]、蒂芬妮·羅德斯的爸爸、木村）

1998年
- 驚聲惡夜（日语：エコーナイト#エコーナイト）（彼得·史庫納）
- 機動戰士鋼彈 基連的野望（日语：機動戦士ガンダム ギレンの野望）（加迪姆）

1999年
- 私立正義學園 熱血青春日記2（島津英雄）

2000年
- S鋼彈 G世代-F（加迪姆）
- 機動戰士鋼彈 基連的野望 吉翁的系譜（加迪姆）
- 召喚夜響曲（維塞爾）
- 燃燒吧！正義學園（島津英雄）

2002年
- 機動戰士鋼彈 基連的野望 吉翁獨立戰爭記（日语：機動戦士ガンダム ギレンの野望 ジオン独立戦争記）（加迪姆）
- 機動戰士鋼彈戰記 Lost War Chronicles（加迪姆）
- Shinobi（日语：shinobi）（伯樂）

2003年
- 機動戰士鋼彈 基連的野望 特別篇 蒼星的霸者（加迪姆）
- 機動戰士鋼彈 在宇宙相逢（日语：機動戦士ガンダム めぐりあい宇宙）（加迪姆）

2005年
- NAMCO x CAPCOM（島津英雄[17]、冥王[18]）

2008年
- 機動戰士鋼彈 基連的野望 阿克西斯的威脅（日语：機動戦士ガンダム ギレンの野望 アクシズの脅威）（加迪姆）

2009年
- 機動戰士鋼彈 基連的野望 阿克西斯的威脅V（加迪姆）
- 私立正義學園 熱血青春日記2（島津英雄）

2011年
- 機動戰士鋼彈 新基連的野望（加迪姆）
- 機動戰士鋼彈 PERFECT ONE YEAR WAR（加迪姆、馬修、巴洛姆）

### 廣播劇CD
- 私立正義學園 廣播劇專輯 ～被狙擊的太陽學園 熱血死鬥篇～（島津英雄、毛利）

### 外語配音

#### 電影
- 猴王大戰七超人（佛像竊盜集團領袖〈Kan Booncho〉）[注 6]
- 奪橋遺恨（士兵）※日本電視台版。
- 荒野大鏢客 ※朝日電視台新錄製版。
- 國際機場（D. O. Guerrero〈Van Heflin〉）※日本電視台新錄製版[注 7]。
- 血腥快車（英语：Avalanche Express）
- 鬼使神差
- 大俠客（英语：Big Jake）（約翰·古德費洛〈格雷格·帕爾默（英语：Gregg Palmer）〉、摩西·布朗）
- 卡桑德拉大橋（窗口售票人員）※日本電視台版[注 7]。
- 驚爆九重天（英语：The Concorde ... Airport '79）（Markov）※朝日電視台版[注 7]。
- 黑街喋血（英语：Coogan's Bluff (film)） ※日本電視台版[注 8]。
- 三角突擊隊2（John Page搜査官〈Richard Jaeckel〉）
- 十二金剛（Sam Worden將軍〈喧尼斯·鮑寧〉）
- 海底喋血戰（英语：The Enemy Below） ※朝日電視台新錄製版。
- 飛天大逃亡（英语：The Birdmen）
- 笑拳怪招（大熊）
- 吊人索（英语：Hang 'Em High） ※朝日電視台版。
- 浴血凶宅（英语：The House That Dripped Blood）（Martin巡佐〈John Malcolm〉）※東京電視台版。
- 鐵鷹戰士（英语：Iron Eagle） ※TBS版。
- 巨人殺手傑克 (1962年電影)（英语：Jack the Giant Killer (1962 film)）（Sigurd〈Barry Kelley〉）
  - 大王龍（英语：The Klansman）（Taggart〈John Pearce〉）
- 未來終結者（英语：The Lawnmower Man） ※VHS版。
- 幸福（英语：Le Bonheur (1965 film)）（保羅〈保羅·韋基亞利（英语：Paul Vecchiali）〉）
- 麥克阿瑟（英语：MacArthur (film)）（喬治·卡特萊特·馬歇爾〈沃德·科斯特洛（英语：Ward Costello）〉）
- 衝鋒飛車隊 ※富士電視台版。
- 大聯盟（英语：Major League (film)）（Charlie Donovan〈Charles Cyphers〉）※DVD版。
- 大峽谷（英语：The Missouri Breaks）（地獄門牧場主人）
- 好奇心（英语：Murmur of the Heart）
- 突變（英语：The Mutations）（Burns〈Michael Dunn〉）※東京電視台版。
- 神勇雙響炮（阿分〈岑建勳〉）
- 摩天輪大血案（英语：Rollercoaster） ※日本電視台版。
- 印加奪寶記（英语：Secret of the Incas）
- 衝突（英语：Serpico）（Gilbert警視〈John Lehne〉）※朝日電視台版[注 9]。
- 喧鬧村的孩子們（英语：The Six Bullerby Children）
- 追追追（Little Enos〈Paul Williams〉）
- 驛馬車 ※朝日電視台版。
- 潛艇指揮官（英语：Submarine Command）（Whitehead將軍〈Nelson Leigh〉）
- 美國最後之日（英语：Twilight's Last Gleaming）（Horne上校〈Lionel Murton〉）

#### 電視影集
- 神探夫妻（英语：Agatha Christie's Partners in Crime）（Marriott警部〈Arthur Cox〉）
- 大偵探波洛（冒牌首相）
- 神仙家庭（英语：Bewitched） ※TBS版。
- 神探可倫坡（市公所職員、Murray刑事、Al Como、牧師）
- 新超人（英语：Lois & Clark: The New Adventures of Superman）（Bernard Klein博士〈Kenneth Kimmins〉）
- 女作家與謀殺案（英语：Murder, She Wrote）（Sharp警部〈Las Marin〉）
- 三國演義（公孫瓚、程普）※NHK-BS2版。
- 歇洛克·福爾摩斯 ※NHK綜合版。
- 雷鳥神機隊 (1965年電視影集)（灌溉用原子爐管制官Wade、操作士Peterson、Robotic社守衛）
- X檔案：至死不渝（英语：Lazarus (The X-Files)） ※朝日電視台版。

#### 動畫
- 藍色小精靈 (1980年電視動畫)（Papa Smurf〈Don Messick〉）

### 柏青哥、角子機
- CR柏青哥金肉人（日语：CRぱちんこキン肉マン）（布羅肯Jr.）
- 柏青哥金肉人（日语：パチスロキン肉マン）（布羅肯Jr.、與作先生）

### 特攝影集
1973年
- 機器刑事（的聲音、的聲音）

1978年
- 恐龍戰隊克塞頓（總監薩吉的配音、基拉·拉馬軍團長的聲音）

1979年
- 恐龍戰隊克塞頓（〈植物生命體〉的聲音）

1980年
- 超人力霸王80（第3話苦情電話的聲音、第4話新聞播報的聲音、巴爾坦星人〈第五代〉（日语：バルタン星人#五代目）的聲音）

1983年
- 安德魯超戰士（馬克馬星人（日语：マグマ星人）三人眾領袖的聲音、的聲音、的聲音、兵的聲音）

2000年
- 未來戰隊時間連者（賭博師貝魯特的聲音）

### 其它
- 機動戰士鋼彈0079 Card Builder（日语：機動戦士ガンダム0079カードビルダー）（加迪姆）

## 演出
- 劇團俱樂部公演（1990年成立）[1]
- 宇宙傳說尤利西斯31（日语：宇宙伝説ユリシーズ31）（日語版演出，NHK播出版）
- 新湯姆貓與傑利鼠（日語版演出，萬代影視）
- 伊索世界（音響監督）

## 腳註

## 外部連結
- 水鳥鐵夫｜ARTSVISION （日語）（2009年6月22日存於互聯網檔案館）